# Bitwa na Kosowym Polu (1389)
Bitwa na Kosowym Polu – starcie zbrojne, mające miejsce 15 czerwca 1389 roku na Kosowym Polu w czasie którego wojska tureckie dowodzone przez sułtana Murada I pokonały dowodzone przez cara Łazarza Hrebeljanovićia wojska serbskie i ich sojuszników. Obie strony poniosły duże straty, w czasie bitwy poległ sułtan, a car dostał się do niewoli.
Bitwa i wydarzenia z nią związane stały się jednym z głównych tematów serbskiej poezji ludowej, trafiły także do literatury i mitu narodowego, kształtującego świadomość narodową Serbów. Do dziś mit ten jest czynnikiem generującym główne wydarzenia konfliktu serbsko-albańskiego.

## Opis bitwy
Bitwę na Kosowym Polu stoczono 15 czerwca 1389 roku nad rzeką Sitnicą. W starciu tym, dowodzone przez cara Lazara wojska serbskie wspierane przez Bośniaków, Wołochów i Węgrów zmierzyły się z wojskami tureckimi, dowodzonymi przez sułtana Murada I.
Po stronie serbskiej walczyło także rycerstwo z Polski. Kroniki tureckie mówią o tym, że Serbom pomagali przybysze z północnego kraju słowiańskiego. Uznaje się, że było to pierwsze w historii starcie sił polskich z siłami tureckimi.
Turcy, mając przewagę liczebną, ruszyli do szturmu przez rzekę, na całej szerokości frontu. Kiedy wojska starły się ze sobą, prawe skrzydło tureckie, dowodzone przez następcę tronu Bajazyda I, rozbiło Bośniaków. Ci rzucili się do ucieczki, pociągając za sobą Węgrów i Wołochów. Wówczas jazda Bajazyda I otoczyła Serbów i mimo zamieszania wywołanego śmiercią Murada I rozbiła ich.
Pojmany w trakcie bitwy car serbski Lazar I został ścięty. W bitwie również zginął sułtan Murad I, prawdopodobnie zabity przez jednego z Serbów, według tradycji przez rycerza Miloša Obilicia, któremu udało się wtargnąć do obozu Turków. Grobowiec sułtana Murada, gdzie pochowane zostały organy wewnętrzne zmarłego sułtana, został zbudowany w Prisztinie w dzisiejszym Kosowie.
Serbowie stracili wielu ważnych przywódców i w konsekwencji bitwa zapoczątkowała upadek ich państwa, które stało się wasalem imperium osmańskiego. Dzięki zwycięskiej bitwie Turcy umocnili swoje panowanie na Bałkanach. Serbia ostatecznie w 1459 roku dostała się pod panowanie Osmanów. Pół wieku później, gdy Serbią rządzili władcy z rodu Brankoviciów, nastąpiło całkowite wchłonięcie Serbii przez państwo osmańskie.
Bitwa ma wielkie znaczenie dla powstania świadomości narodowej Serbów. Narosło wokół niej wiele mitów i legend. Tradycja serbska mówi o 80 tysiącach poległych. Tymczasem w bitwie najprawdopodobniej brało udział nie więcej niż 40–50 tysięcy ludzi łącznie.
Z rocznicą bitwy zbiegają się obchody Dnia Świętego Wita (Vidovdan), przypadające na 15 czerwca według kalendarza juliańskiego (obecnie, na skutek zmiany kalendarza na gregoriański, wypadają 28 czerwca).

## Galeria

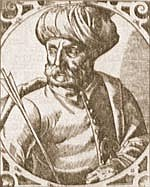
Murad I
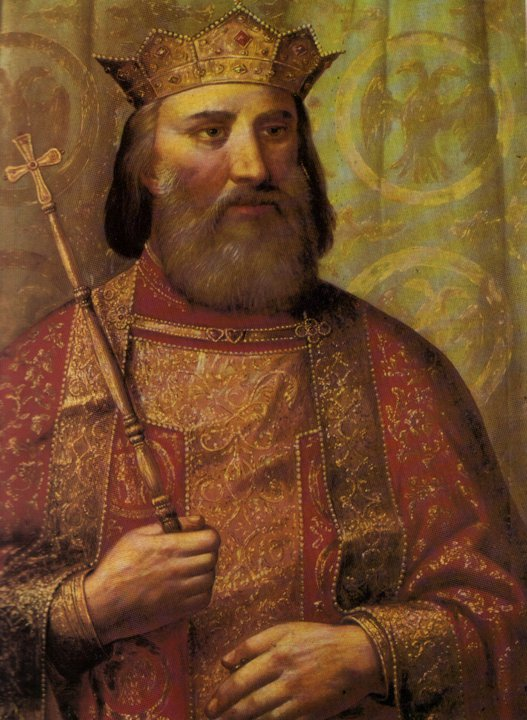
Łazarz I Hrebeljanović
Prawdopodobne ustawienie wojsk przed bitwą